# Cleptomania (singolo)
Cleptomania è il singolo d'esordio del gruppo musicale catanese Sugarfree, in seguito inserito nel loro primo album Clepto-manie del 2005.

## Descrizione
Il brano entra in classifica spinto soprattutto dal massiccio airplay radiofonico negli ultimi mesi del 2004, per arrivare alle vetta della classifica dei singoli più venduti in Italia nel gennaio 2005.
Il brano è di Davide Di Maggio, un giovane di Gela che collabora con la band, mentre l'arrangiamento è del gruppo.

## Video musicale
Il video di Cleptomania è stato diretto da Domenico Liggeri e prodotto da Alberto Micelotta per la Movida Entertainment. Nel video si alternano sequenze del gruppo che esegue il brano ad altre in cui un uomo ruba vestiti, trucchi e un manichino da una boutique. Gli attori del video sono i comici del programma Zelig Off: tra essi anche Geppi Cucciari. Il video è stato girato a Torino.

## Tracce
1. Cleptomania – 3:55
2. Cleptomania (Instrumental) – 3:55
3. Cleptomania (Video)

## Classifiche
| Classifica (2005) | Posizione massima |
| ----------------- | ----------------- |
| Italia            | 1                 |